# Joan Creus
Joan Creus Molist, más conocido como Chichi Creus, es un exjugador de baloncesto español nacido en Ripollet el 24 de noviembre de 1956. Con una altura de 1’76 metros, ocupaba la posición de base. Tiene dos familiares también baloncestistas, su hermano Jordi Creus y su hijo Joan Creus Custodio.
Fue 28 veces internacional con la selección española, con la que ganó la medalla de plata en el Eurobasket de Nantes de 1983.
Es el segundo jugador que más partidos ha disputado en la máxima competición nacional española, con un total de 778 (193 en la antigua Primera División y 585 en la Liga ACB).

## Carrera
Desarrolló una larguísima carrera de casi 25 años en la élite del baloncesto español, entre 1975 y 1999, defendiendo las camisetas de diversos clubes catalanes de primera división, entre los que destacan el F. C. Barcelona y el TDK Manresa, con los que ganó la Liga española de baloncesto. 
Jugador muy completo, es uno de los mejores bases españoles de todos los tiempos. En Granollers en la década de los 80, se convirtió en uno de los baloncestistas más importantes de España. Destacaba en todas las facetas del juego, y sus últimos años en Manresa fueron especialmente épicos.
Comenzó su carrera en el Ripollet en Segunda División, pasando a jugar ya en Primera con el Hospitalet en 1975. Creus tenía 18 años y debutó endosándole 6 puntos al Basconia. Pronto se erigió en titular y, dado su potencial, fue fichado en 1977 para el Granollers Esportiu Bàsquet por Antoni Novoa, que pagó 500.000 ptas. de entonces. Rápidamente se convirtió en el portaestandarte del equipo y formó una magnífica dupla con Herminio San Epifanio durante 3 años. Ambos fueron llamados para la Selección Sub-23 pero no les dejaron acudir. Uno de los momentos mágicos con el Granollers Esportiu Bàsquet se dio en 1979, cuando por primera vez se ganaba al Real Madrid en el viejo Pabellón Municipal. Fue toda una hazaña: el Madrid acostumbraba a no perder jamás, y además el Granollers no podía contar con su americano Marc Young. Chichi Creus hizo maravillas y se consolidó para siempre a ojos de los más grandes. En 1980 el F. C. Barcelona obedeció por fin a Ranko Zeravica y lo fichó por 2 años. Durante su primera temporada participó notablemente en la consecución de la Liga y la Copa, pero en la siguiente el entrenador Antoni Serra se decantó definitivamente por Nacho Solozábal. Entonces Creus declinó una oferta millonaria para seguir 3 años y prefirió regresar al Granollers. Tanto Nacho Solozábal como él eran líderes puros. Finalmente el Granollers Esportiu Bàsquet ensambló un buen equipo alrededor suyo que le permitió quedar tercero en Liga (ahí estaban también los legendarios Javier Mendiburu y Juan Ramón Fernández, amén del estadounidense Slab Jones), lo que le supuso por fin el reconocimiento de Antonio Díaz-Miguel. Estuvo en la selección desde 1983 a 1988, pero no volvió a ser llamado nunca más, a pesar de las retiradas de Juan Antonio Corbalán y Nacho Solozábal a finales de la década. Sólo Lolo Sáinz se acordó de él para el Eurobasket de Barcelona 1997, pero Joan consideró que su época ya había pasado.
En Granollers continuó dando lecciones magistrales hasta la temporada 1992-1993. Tras una primera fase más que digna y con el club herido de muerte por las deudas, se llegó a los play-offs contra el F. C. Barcelona. Chichi hizo un último partido de antología. Sin embargo, Rafa Talaverón erró el tiro final y el Granollers Esportiu Bàsquet se convirtió en historia. Joan Creus tenía entonces casi 37 años. Pero su carrera daría un giro inesperado: fichó por el Bàsquet Manresa de la mano de Angel Palmi. Su hermano Jordi Creus le dio el relevo y desde ese mismo momento condujo a su nuevo club, el modesto Bàsquet Manresa, a las mayores gestas que se recuerdan en el básquet español. Jugó los play offs 5 años consecutivos (con momentos memorables: duelos Unicaja-TDK con el Ciudad Jardín en pleno cantándole "vete al asilo, Joan Creus" y él sin inmutarse, actuaciones increíbles contra el Tau en los cuartos de 1995 y en la final de 1998, anulando por completo a sus pares Laso y Bennet, o los duelos entre él y Michael Anderson del Caja San Fernando), alcanzando tres semifinales y logrando el campeonato de 1998, toda una proeza. 
Dos años antes, en febrero de 1996, conquista la Copa del Rey y es nombrado MVP del torneo, tras una actuación suya para enmarcar: su triple final se ha convertido en una imagen para la historia. 
Se retiró en 1999 con casi 43 años pulverizando todos los récords: tiene 6 marcas históricas en su poder, y sólo en liga ACB. Si añadiésemos los 8 años jugando en Primera División sería un fenómeno sin parangón. Aún tiene el récord de minutos jugados en ACB. Su longevidad dio mucho que hablar: con 41 años fue el jugador nacional que más tiempo permaneció en pista. Superó sus registros al año siguiente. Los médicos del TDK decían que si se cuidaba como lo hacía podría jugar al mismo nivel pasados los 45.
Tras su retiro y los pertinentes homenajes, se dedicó a las retransmisiones deportivas y en la actualidad formaba parte del personal técnico de la Selección, hasta que en 2008 fue presentado como director de la sección de baloncesto del Barça. Deja este cargo en junio de 2016.

## Logros y reconocimientos
- 2 Liga ACB:

- 1 con el F. C. Barcelona: 1981.
- 1 con el TDK Manresa: 1997-98.

- 3 Copas del Rey:

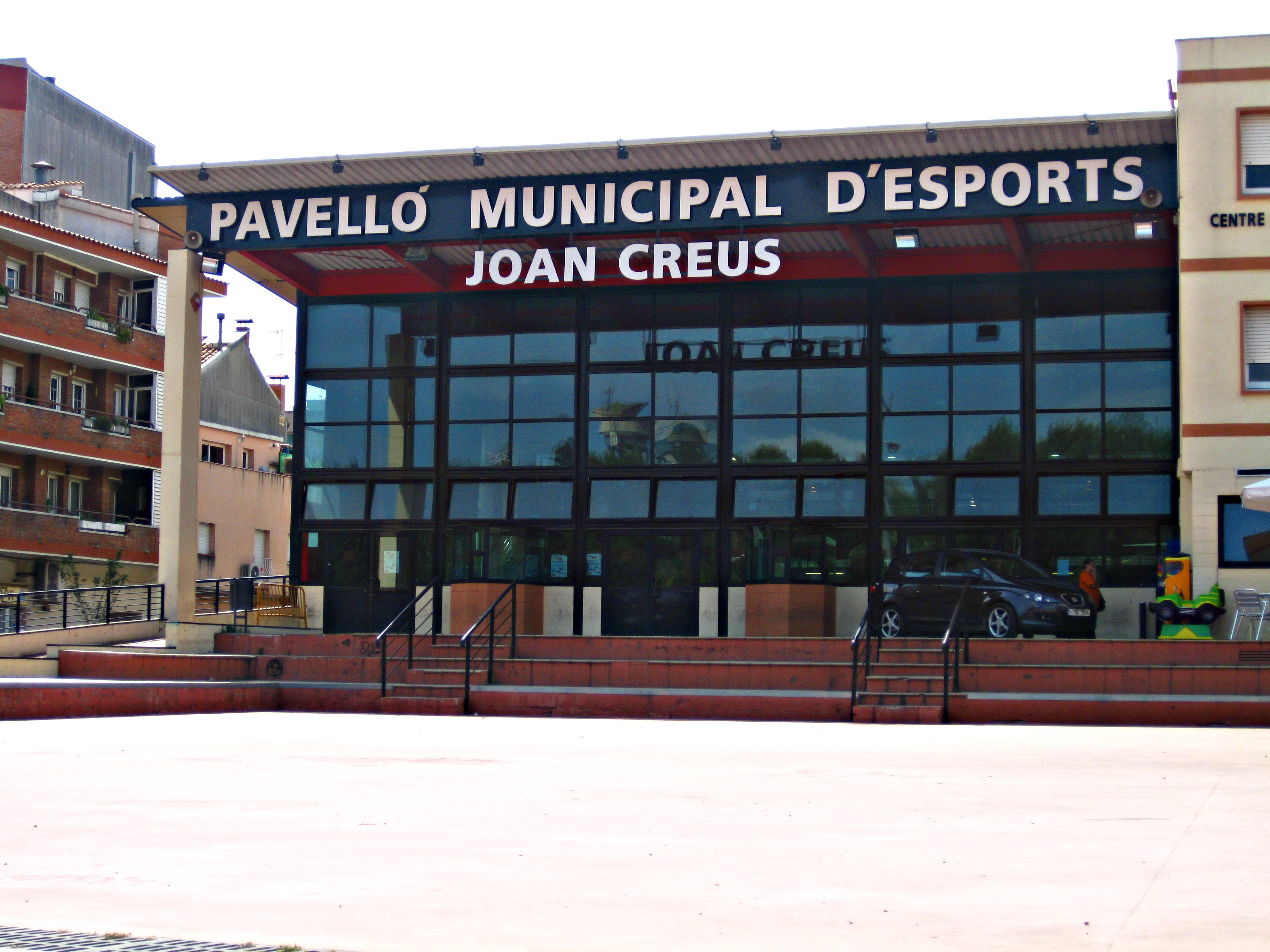
Pabellón con su nombre en su ciudad natal, Ripollet.

- 2 con el F. C. Barcelona: 1981 y 1982.
- 1 con el TDK Manresa: 1996.

- Subcampeón de la Recopa de Europa con el F. C. Barcelona: 1980-81.
- 1 medalla de plata en el Eurobasket 1983 con la Selección de baloncesto de España.
- 1 Euroliga como Director de la sección de baloncesto del Regal F. C. Barcelona.

### Distinciones personales
- Posee marcas consideradas históricas en cinco de las siete categorías que considera la Liga ACB:[3] por encima de 12000 minutos jugados, 750 recuperaciones, 6000 puntos, 650 triples y 1500 asistencias. En estas marcas no se cuentan las ocho temporadas que jugó en la antigua Primera División, antes de la fundación de la Liga ACB.
- Segundo en número de partidos jugados entre Primera División y Liga ACB, con 778.[1]
- Líder histórico en número de minutos jugados en la Liga ACB, con 20211.[4]
- Elegido Mejor jugador (MVP) de la Copa del Rey de baloncesto 1996.
- Elegido Mejor jugador (MVP) de Final de la Liga ACB 1997-98.
- Nominado varias veces "Jugador de la Semana".
- Gigante Nacional de las temporadas 1994-1995 y 1997-1998 por la revista Gigantes del basket.
- Gigante de Leyenda.
- 3 años consecutivos Mejor Jugador Nacional del año por El Periódico (de 1985 a 1988)
- Distinguido con la Medalla de Plata al Mérito Deportivo y con la Orden al Mérito Olímpico.
- 5 veces All Star
- Campeón del Mundo en Saitama 2006 (2º entrenador)
- Medalla de Plata en Madrid 2007 (2º entrenador)
- En el año 1999 se fundó una peña en Manresa que lleva su nombre, Penya Sector Nord-Joan Creus.
- Medalla de Plata al Mérito Deportivo, concedida por el Consejo Superior de Deportes.
- Orden del Mérito Olímpico, concedida por el Comité Olímpico Internacional.[5]